# 郑州公交G11路
郑州公交G11路是河南省郑州市的一条公共汽车线路，其前身为11路，开通于1964年7月。G11路由三十里铺西至郑州火车站，由郑州公交集团第一运营公司运营。

## 线路历史
G11路前身为11路，最初开通于1964年7月，开通时路线为二七广场至须水，途径二七路、金水路、建设路与郑上路（现建设西路），线长15.7公里。在1977-1978年的企业整顿期间，11路延伸至上街区，以加强上街和主城区的联系，并增开火车站至汜水的11路副线。当时，11路为郑州客运量最大的郊区路线。1987年，因荥阳和上街的个体运输业者阻挠，线路收缩至须水。1988年4月1日，11路停驶，11路副线改由汽车客运西站发车至汜水，并于7月亦停驶。1990年1月17日恢复线路，由郑州火车站至一五三医院，1992年5月17日再度停驶。
2000年，11路重新开通，由国棉六厂至一五三医院，后西延至三十里铺西。
2023年8月起，郑州市对公交线网进行分批次优化调整。11路为第四批调整的线路，被定位为高频骨干线路，于2023年9月11日线路号改为G11路，东端终点站延伸至郑州站。同时，夜班线路Y19路走向调整为与本线一致，成为本线的夜间服务。

## 线路基本资料

### 线路走向
G11路与Y19路走向一致，如下所示。
- 下行：三十里铺西→火车站北港湾
  - 自三十里铺西起，经建设西路、建设东路、大学北路、中原东路、福寿街、兴隆街，至火车站北港湾止。
- 上行：火车站北港湾→三十里铺西
  - 自火车站北港湾起，经兴隆街、二马路、福寿街、中原东路、大学北路、建设东路、建设西路，至三十里铺西止。

### 服务时间

#### G11路
- 三十里铺西：06:00～21:00
- 火车站北港湾：06:00～21:00

#### Y19路
- 三十里铺西：21:15～00:00、04:30～05:45
- 火车站北港湾：21:15～00:00、04:30～05:45

### 收费
- 全程单价RMB¥1，无人售票，支持绿城通（普通储值卡8折，成人月票5折，学生月票2.5折，老年卡免费）、微信/支付宝乘车码及银联云闪付。

### 与郑州地铁的换乘
- █ 1号线：市民中心、西流湖、秦岭路、五一公园、碧沙岗、医学院
- █ 5号线：五一公园

### 停站
G11路各停靠站点如下表所示：
| 下行站序 | 上行站序 | 站名           | 所在道路 | 轨交换乘                         | 周边地点                                         |  |
| 1        | 32       | 三十里铺西     | 建设西路 |                                  | 郑州绕城高速豫龙站、帝华凯旋城                   |  |
| 2        | 31       | 三十里铺       | 建设西路 | 陈庄村                           |                                                  |  |
| 3        | 30       | 三十里铺东     | 建设西路 |                                  |                                                  |  |
| 4        | 29       | 建设西路二砂村 | 建设西路 | 二砂村                           |                                                  |  |
| 5        | 28       | 星光机械厂     | 建设西路 | 河南北方星光机电公司             |                                                  |  |
| 6        | 27       | 建设西路杭州路 | 建设西路 | 郑州商贸旅游职业学院、须水派出所 |                                                  |  |
| 7        | 26       | 建设西路王玥村 | 建设西路 | 河南新华电脑学院                 |                                                  |  |
| 8        | 25       | 建设西路小李庄 | 建设西路 | 郑州鹤立中等专业学校             |                                                  |  |
| 9        | 24       | 郑州美院       | 建设西路 |                                  |                                                  |  |
| 10       | 23       | 须水           | 建设西路 | 元通纺织城                       |                                                  |  |
| 11       | 22       | 建设西路西四环 | 建设西路 |                                  |                                                  |  |
| 12       | 21       | 第九八八医院   | 建设西路 | 联勤保障部队第九八八医院         |                                                  |  |
| 13       | 20       | 建设西路长椿路 | 建设西路 | 郑州三十六中                     |                                                  |  |
| 14       | 19       | 建设西路大庄   | 建设西路 |                                  |                                                  |  |
| 15       | 18       | 建设西路雪松路 | 建设西路 | 1 市民中心                       | 西部荣成                                         |  |
| 16       | -        | 建设西路广文街 | 建设西路 |                                  |                                                  |  |
| -        | 17       | 建设西路民悦街 | 建设西路 |                                  |                                                  |  |
| 17       | -        | 建设西路西岗   | 建设西路 | 西流湖派出所、馨苑小区           |                                                  |  |
| 18       | 16       | 建设西路凯旋路 | 建设西路 | 1 西流湖                         |                                                  |  |
| 19       | 15       | 建设西路湖西路 | 建设西路 |                                  | 西流湖公园南区                                   |  |
| 20       | 14       | 建设路三官庙   | 建设西路 | 郑上路小学                       |                                                  |  |
| 21       | 13       | 建设路华山路   | 建设西路 | 1 秦岭路                         | 西元国际广场                                     |  |
| -        | 12       | 建设路秦岭路   | 建设西路 | 1 秦岭路                         | 建西社区、六厂前街社区、郑州市金融学校           |  |
| 22       | -        | 建设路国棉六厂 | 建设西路 |                                  | 建西社区、六厂前街社区、郑州市金融学校           |  |
| 23       | 11       | 建设路桐柏路   | 建设西路 | 15 五一公园                      | 郑州市第二十四中学                               |  |
| 24       | 10       | 建设路文化宫路 | 建设西路 | 15 五一公园                      | 盛润美丽源、郑州市总工会、五一公园               |  |
| 25       | 9        | 建设路工人路   | 建设西路 |                                  | 鑫苑国际广场                                     |  |
| 26       | 8        | 碧沙岗         | 建设西路 | 1 碧沙岗                         | 郑州艺术宫、泰隆大厦、中原商贸城                 |  |
| 27       | 7        | 碧沙岗公园北门 | 建设东路 |                                  | 碧沙岗公园                                       |  |
| 28       | 6        | 炮院           | 建设东路 | 陆军炮兵防空兵学院郑州校区       |                                                  |  |
| 29       | 5        | 医学院         | 建设东路 | 郑州大学第一附属医院             |                                                  |  |
| -        | 4        | 大学路中原路北 | 大学北路 | 1 医学院                         | 郑州大学医学院                                   |  |
| 30       | -        | 中原路大学路   | 中原东路 | 1 医学院                         | 郑州大学医学院                                   |  |
| 31       | 3        | 中原路京广路   | 中原东路 |                                  | 郑州市第四中学、郑州市第106中学                  |  |
| -        | 2        | 二马路解放路   | 二马路   | 正弘凯宾城                       |                                                  |  |
| 32       | -        | 福寿街         | 福寿街   | 郑州国际小商品城、万博商城       |                                                  |  |
| 33       | 1        | 火车站北港湾   | 兴隆街   | 郑州站                           | 郑州火车站、郑州长途汽车中心站、郑州国际小商品城 |  |